# Qinglian, Guangdong
Qinglian är en köping i sydöstra Kina. Den ligger i Yangshan härad i staden Qingyuan i provinsen Guangdong, omkring 160 kilometer norr om provinshuvudstaden Guangzhou. Antalet invånare är 21 635. Befolkningen består av 10 876 kvinnor och 10 759 män. Barn under 15 år utgör 22,0 %, vuxna 15-64 år 63 %, och äldre över 65 år 14,0 %.